# Ángel de Losada
Ángel de Losada fue militar y político español.

## Reseña biográfica
Brigadier.
Gobernador civil de la provincia de Zaragoza por R.D. de 24 de noviembre de 1857.
Subdirector del Colegio de Infantería (1858).
Del 04 de diciembre de 1857 al 22 de marzo de 1858 fue Presidente de la Diputación Provincial de Zaragoza.
| Predecesor: Manuel de Cantín | Presidente de la Diputación Provincial de Zaragoza 04 de diciembre de 1857 - 22 de marzo de 1858 | Sucesor: Fernando Balboa |